# Сан-Антоніто (округ Сокорро, Нью-Мексико)
Сан-Антоніто (англ. San Antonito) — переписна місцевість (CDP) в США, в окрузі Сокорро штату Нью-Мексико. Населення — 81 особа (2020).

## Географія
Сан-Антоніто розташований за координатами 33°53′31″ пн. ш. 106°52′48″ зх. д. / 33.89194° пн. ш. 106.88000° зх. д. (33.891806, -106.879946).  За даними Бюро перепису населення США в 2010 році переписна місцевість мала площу 4,48 км², уся площа — суходіл.

## Демографія
Згідно з переписом 2010 року, у селищі мешкали 94 особи в 38 домогосподарствах у складі 25 родин. Густота населення становила 21 особа/км².  Було 42 помешкання (9/км²).
Расовий склад населення:
| - 76,6 % — білих - 11,7 % — корінних американців - 1,1 % — чорних або афроамериканців - 1,1 % — азіатів - 5,3 % — осіб інших рас |

До двох чи більше рас належало 4,3 %. Частка іспаномовних становила 47,9 % від усіх жителів.
За віковим діапазоном населення розподілялося таким чином: 30,9 % — особи молодші 18 років, 58,5 % — особи у віці 18—64 років, 10,6 % — особи у віці 65 років та старші. Медіана віку мешканця становила 44,5 року. На 100 осіб жіночої статі у селищі припадало 84,3 чоловіків;  на 100 жінок у віці від 18 років та старших — 97,0 чоловіків також старших 18 років.
Цивільне працевлаштоване населення становило 81 осіб. Основні галузі зайнятості: освіта, охорона здоров'я та соціальна допомога — 53,1 %, сільське господарство, лісництво, риболовля — 46,9 %.